# Louis-Gabriel Pollet de Saint-Férieux
Louis-Gabriel Pollet de Saint-Férieux, francoski general, * 1883, † 1954.